# Daria de Pretis
Daria de Pretis (Cles, 31 ottobre 1956) è una giurista italiana, giudice della Corte costituzionale della Repubblica Italiana dal 2014 e vicepresidente dal 29 gennaio 2022 all'11 novembre 2023.

## Biografia
Originaria della Val di Non, ha frequentato il liceo a Trento e si è laureata in giurisprudenza all'Università di Bologna nel 1981. 
La sua tesi di laurea sui "Profili giuridici dell'amministrazione statale dell'energia", relatore Prof. Fabio Alberto Roversi Monaco, risultava vincitrice del premio "U. Borsi" (Fondazione Borsi - Bologna) per la migliore tesi in diritto amministrativo.
A Bologna ha iniziato il suo percorso accademico, proseguito poi nell'Università di Trento, dove è stata ricercatrice, professoressa associata e, dal 2000, professoressa ordinaria di diritto amministrativo. Ha insegnato "Diritto amministrativo", "Diritto processuale amministrativo", "Diritto amministrativo dell'Unione europea e delle amministrazioni globali", "Diritto amministrativo comparato", "Diritto urbanistico", "Diritto e genere (gender studies)" nella Facoltà di Giurisprudenza e "Istituzioni di diritto pubblico" nella Facoltà di Sociologia. È stata direttrice della scuola di specializzazione per le professioni legali delle Università di Trento e di Verona.
Il 28 febbraio 2013 è stata eletta rettrice dell'Università di Trento, carica che ha mantenuto fino alla nomina a giudice costituzionale. Nell'aprile del 2014 è stata eletta componente della giunta della CRUI. Nello stesso periodo ha coordinato la commissione di studio istituita dal MIUR sul sistema di autovalutazione degli atenei. Per l'impulso dato come rettrice alla collaborazione fra le tre università dell'Euregio Tirolo-Alto Adige-Trentino, è stata nominata senatrice accademica onoraria della Libera Università di Bolzano (2014) ed Ehrensenatorin della Leopold-Franzens-Universität di Innsbruck (2015).

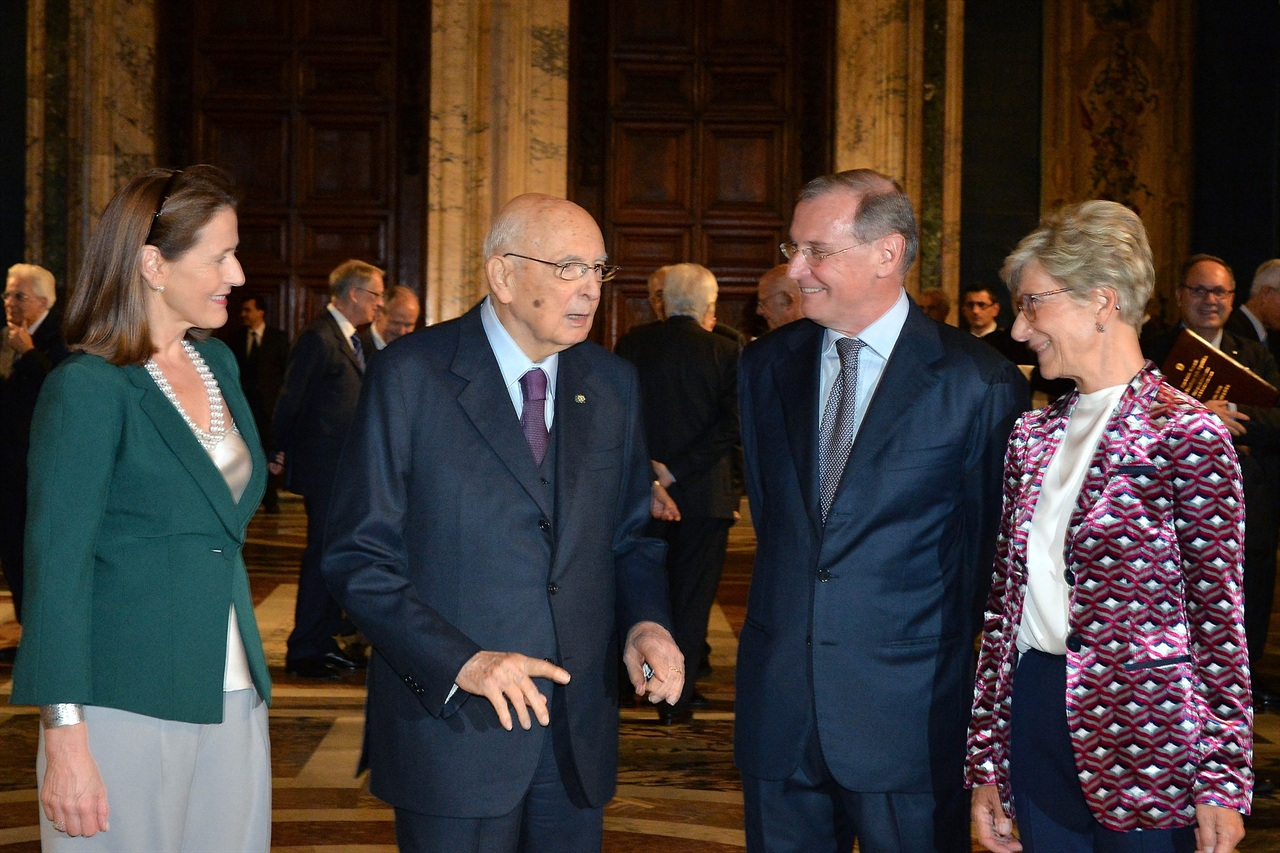
La giudice assieme ai colleghi Nicolò Zanon, Silvana Sciarra e al Presidente della Repubblica Giorgio Napolitano nel giorno del loro giuramento.

Il 18 ottobre 2014 è stata nominata giudice costituzionale dal presidente della Repubblica italiana Giorgio Napolitano ed è entrata in carica l'11 novembre 2014, quando ha giurato al Quirinale davanti alle più alte cariche dello Stato. Il 29 gennaio 2022 è stata nominata vicepresidente della Corte, insieme a Silvana Sciarra e Nicolò Zanon, dal neoeletto presidente Giuliano Amato. Il 20 settembre 2022 è stata confermata vicepresidente assieme a Nicolò Zanon da Silvana Sciarra, appena eletta presidente. L'11 novembre 2023 è cessata dalla carica di giudice costituzionale e quindi anche di vicepresidente della Corte.
È stata presidente dell'Istituto italiano di Scienze Amministrative, sezione italiana dell'Institut international des Sciences administratives. È fra i fondatori di Italian Journal of Public Law, la prima rivista giuridica italiana interamente in inglese.
È membro del Kuratorium del Max-Planck-Institut für ausländisches öffentliches Recht und Völkerrecht di Heidelberg, del Board dell’Italian Chapter of ICON•S (The International Society of Public Law) e dello Steering Committee della Scuola di specializzazione in Studi sull’amministrazione pubblica (SPISA) dell’Università di Bologna. Ha fatto parte del direttivo dell’Associazione italiana dei professori di diritto amministrativo (AIPDA) e dell’Associazione Italiana di Diritto Urbanistico (AIDU). Oltre che di queste, fa parte di diverse altre associazioni, fra le quali: SIPE (Societas Iuris Publici Europaei), EGPL (European Group of Public Law), ELI (European Law Institute). In ELI siede nel Council dall’elezione nel 2019 e fa parte del Membership Committee.
È autrice di monografie e saggi nel campo del diritto amministrativo, del diritto pubblico più generale e del diritto dell'Unione europea. La monografia Valutazione amministrativa e discrezionalità tecnica, Cedam, Padova, 1995, è stata segnalata come uno dei migliori libri giuridici dell’anno dalla giuria del "Club dei Giuristi" (Istituto Luigi Sturzo - Roma). 
Fa parte di vari comitati editoriali e scientifici di riviste e collane giuridiche.

## Pubblicazioni
- Valutazione amministrativa e discrezionalità tecnica, Padova, CEDAM, 1995. ISBN 8813192118.
- La pianificazione urbanistica di attuazione, Trento, Università di Trento, 2002. ISBN 8884430208.
- La gestione delle farmacie comunali, curatela, Trento, Università di Trento, 2006. ISBN 9788884431646.
- Diritto urbanistico e delle opere pubbliche, curatela, Torino, G. Giappichelli Editore, 2009. ISBN 9788834896778.
- Stabilità e contendibilità del provvedimento amministrativo nella prospettiva comparata, curatela con Giandomenico Falcon, Padova, CEDAM, 2011. ISBN 9788813308001.